# Ușurei, Rîșcani
Ușurei este un sat din cadrul comunei Răcăria din raionul Rîșcani, Republica Moldova.

## Demografie

### Structura etnică
Structura etnică a satului conform recensământului populației din 2004:
| Grup etnic         | Populație | % Procentaj |
| ------------------ | --------- | ----------- |
| Ucraineni          | 402       | 87,77%      |
| Moldoveni / Români | 31        | 6,77%       |
| Ruși               | 21        | 4,59%       |
| Bulgari            | 2         | 0,44%       |
| Alții              | 2         | 0,44%       |
| Total              | 458       | 100%        |